# Weißlippen-Bambusotter
Die Weißlippen-Bambusotter (Trimeresurus albolabris, Syn.: Cryptelytrops albolabris) ist eine Schlangenart aus der Unterfamilie der Grubenottern (Crotalinae).

## Beschreibung
Die Weißlippen-Bambusotter ist eine mittelgroße, robuste und kräftige Grubenotter. Die Art zeigt einen ausgeprägten Sexualdimorphismus. Weibchen sind deutlich größer und massiger als die Männchen. Adulte Weibchen erreichen durchschnittlich eine Gesamtlänge bis zu 100 cm. Es wurden allerdings auch schon Ausnahmeexemplare mit einer Gesamtlänge von 120 cm bekannt. Männchen bleiben deutlich kleiner. Sie erreichen ca. 80 cm Gesamtlänge.
Der Kopf der Weißlippen-Bambusotter ist länglich oval und nicht so deutlich vom Hals abgesetzt wie die stark dreieckigen Köpfe von Vertretern der Gattungen Popeia und Viridovipera.
Die Augen der Weibchen erscheinen eher klein, die der Männchen hingegen groß. Die Farbe der Augen variiert je nach Herkunftsgebiet. Zumeist ist die Grundfarbe der Weißlippen-Bambusotter ein Hell- bis Dunkelgrün. Die Bauchseiten können ebenfalls grünlich, weiß oder sogar gelb sein (gelb in vietnamesischen Populationen). Männchen weisen meist einen weißen Postokularstreifen auf, der in der Nackenregion in einen weißen Lateralstreifen übergeht. Diese Streifung zieht sich bis in die Höhe der Kloake, manchmal auch darüber hinaus bis fast zur Schwanzspitze. Im Süden Thailands können auch manche Weibchen solch einen Seitenstreifen haben. Auf der Oberseite des Schwanzes verläuft ein klar abgesetzter rostroter Streifen. Die Jungtiere ähneln in der Körperfärbung bereits weitestgehend den adulten Exemplaren. Die schmalen weißen Lippenränder, die man nur bei geöffnetem Maul erkennen kann, sind der Grund für ihre deutsche Namensgebung.

## Taxonomie und Systematik
Die Weißlippen-Bambusotter wurde 1842 von John Edward Gray als Trimeresurus albolabris erstbeschrieben. Die Weißlippen-Bambusotter zählt zum Komplex der in Asien beheimateten grünen Bambusottern. Alle asiatischen Bambusottern wurden noch bis vor kurzem in der Gattung Trimeresurus geführt. Die asiatischen Bergottern wurden 1981 in die neue Gattung Ovophis und die asiatischen Lanzenkopfottern schließlich 1983 in die neue Gattung Protobothrops gestellt.
Bei einer Revision des Komplexes 2004 anhand morphologischer und molekulargenetischer Merkmale wurden die Gattungen Cryptelytrops, Parias und Peltopelor, die schon einmal vorgeschlagen worden sind, wieder für gültig erklärt. Hinzu kamen drei neue Gattungen, nämlich Himalayophis, Popeia und Viridovipera. Diese unnötige Aufspaltung wird von den meisten Autoren als Verletzung der internationalen Regeln für die Zoologische Nomenklatur nicht akzeptiert.
Heute werden keine Unterarten mehr anerkannt, die früheren Unterarten T. a. insularis und T. a. septentrionalis erhielten Artstatus.

## Verbreitung

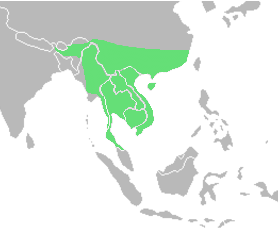
Verbreitungsgebiet (grün)

Aufgrund ihrer Anspruchslosigkeit und Anpassungsfähigkeit an klimatische Bedingungen, verschiedenartiger Habitate und das jeweilige Nahrungsangebot besiedelt sie das größte Verbreitungsgebiet aller asiatischen Grubenottern. Allerdings herrscht nach wie vor Unklarheit über ihre genaue Verbreitung.
Bestätigte Fundmeldungen liegen vor aus Bangladesch, Kambodscha, China (südliche Provinzen), Indien (Assam und die Inselgruppe der Nikobaren), Indonesien (Sumatra, Bangka, West-Java, Madura und Sulawesi), Laos, Myanmar, Thailand und Vietnam. Es wurde auch über ein Vorkommen der Art im Süden Nepals, im Chitwan-Nationalpark berichtet.

## Lebensraum

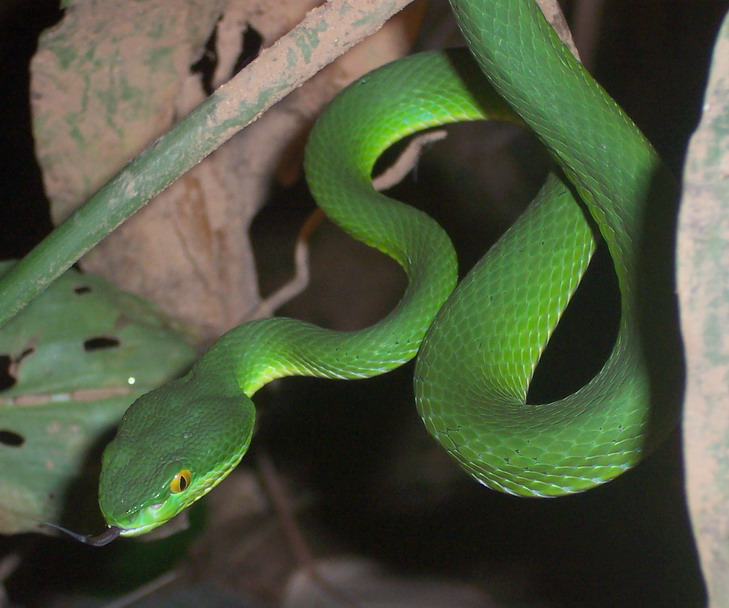
Weißlippen-Bambusotter

Im überwiegenden Teil des bekannten Verbreitungsgebietes ist C. albolabris ein Bewohner des Tieflandes. Obwohl sie auch im Hügelland anzutreffen ist, stellen Nachweise oberhalb von 800 Metern eher die Ausnahme dar. Die Weißlippen-Bambusotter ist eine nachtaktive, überwiegend arboricole Art. Sie bewegt sich nur während der Paarungszeit oder nach starken Regenfällen am Boden. Nachweise gelangen zumeist im Strauchwerk bzw. auf Farnen, ca. 1 m oberhalb des Erdbodens.

## Ernährung
Als Lauerjäger erjagt die Weißlippen-Bambusotter hauptsächlich Kleinsäuger wie Mäuse (Mus) und ähnliche, kleinere Reptilien, Lurche und Vögel sowie deren Brut. Sie jagt in der Nacht oder in der Dämmerung vornehmlich auf Bäumen, aber auch auf dem Boden. Beutetiere werden mit einem Giftbiss getötet und mit dem Kopf voran im Ganzen verschlungen.

## Fortpflanzung
Bei der Weißlippen-Bambusotter handelt es sich um eine vivipare Grubenotter. Große Weibchen der Weißlippen-Bambusotter bringen zwischen 10 und 20 Jungtiere zur Welt. In der Natur ist die Paarungszeit an keine bestimmte Jahreszeit gebunden und kann ganzjährig erfolgen, jedoch liegt die Paarungszeit in der Regel in der Regenzeit. Bei den Populationen, die in nördlichen Verbreitungsgebieten eine Winterruhe abhalten, erfolgt die Paarung kurz nach der Winterruhe. Ein Jungtier aus einem kräftigen Wurf hat meist eine durchschnittliche Gesamtlänge von 17,5 cm und bis zu 2,5 g Körpergewicht.

## Gift
Das Gift der Weißlippen-Bambusotter besteht hauptsächlich aus Prokoagulantien (Blutgerinnungsförderer), die durch Aufbrauch der Gerinnungsfaktoren letztendlich die Gerinnungsfähigkeit des Blutes herabsetzen. Todesfälle durch diese Art beim Menschen sind sehr selten. Für Bissunfälle mit der Weißlippen-Bambusotter wird in Thailand ein hochwirksames Antiserum hergestellt. Es heißt Green Pitviper Antivenin-Trimeresurus albolabris. Dieses Antiserum wurde auch erfolgreich bei der Therapie von Bissunfällen mit anderen Grubenottern aus dem Trimeresurus-Komplex eingesetzt.

## Alter
In Gefangenschaft erreicht eine Weißlippen-Bambusotter ein Alter von 10, manchmal sogar bis zu 20 Jahren.

## Gefährdung und Schutz
Die Weltnaturschutzunion (IUCN) stuft die Art als nicht gefährdet (least concern) ein und ihren Populationstrend als stabil. Sie kommt in zahlreichen Schutzgebieten vor. In Vietnam werden Embryos der ovoviviparen Art gegessen. Auch wird sie dort vermutlich neben anderen Bambusottern zur Herstellung von Schlangenschnaps verwendet. In Thailand wird die Art zudem für den Heimtierhandel gesammelt.